# 닥터 닥터
《닥터 닥터》(영어: Doctor Doctor)는 2016년부터 현재까지 방영 중인 오스트레일리아의 드라마이다.